# Victoria Bucarest
L'Asociatia Sportiva Victoria București est un ancien club roumain de football basé à Bucarest. Il est le club de la police, dissous après la Révolution roumaine de 1989.

## Historique
Durant ses deux décennies d'existence, le Victoria Bucarest n'a remporté aucun titre majeur. Sa meilleure performance dans le Championnat de Roumanie de football est une troisième place acquise lors des saisons 1986-1987, 1987-1988 et 1988-1989. En Coupe, le club atteint les demi-finales de 1986 à 1989, sans toutefois parvenir une seule fois à se qualifier pour la finale. En Coupe d'Europe, le club parvient à se hisser en quarts de finale de la Coupe UEFA 1988-1989.

## Anciens joueurs
- Ionel Augustin
- Marcel Coraș
- Marian Damaschin
- Ovidiu Hanganu
- Marin Ion
- Dumitru Moraru
- Adrian Ursea
- Ion Zare